# Expoziție specializată

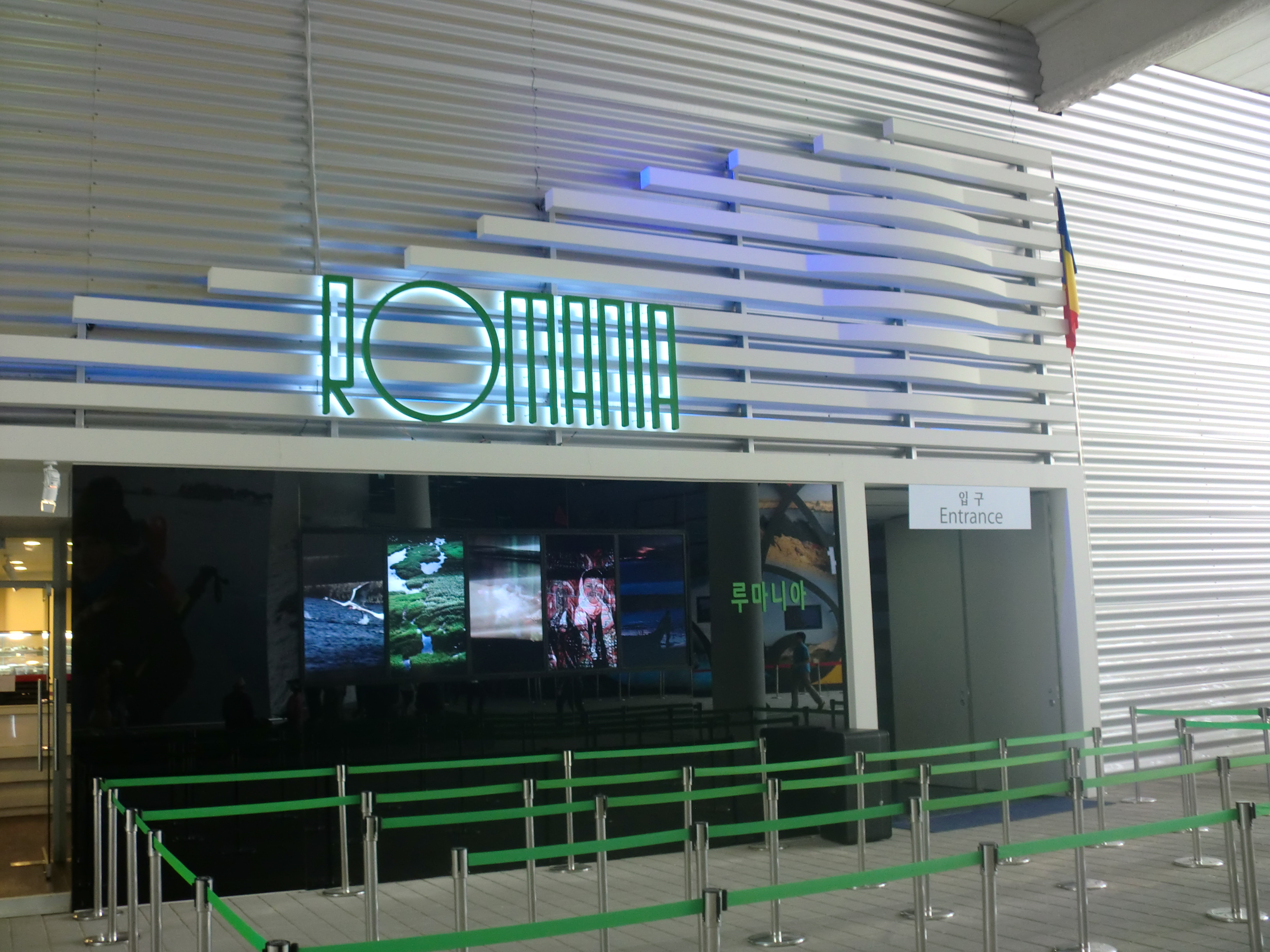
Pavilionul României la Expo 2012 Yeosu, Coreea de Sud

Expozițiile specializate sunt evenimente globale axate pe aspecte precise ale omenirii care creează platforme internaționale de discuții pentru a găsi soluții la provocări internaționale și sunt organizate de Bureau International des Expositions. Tema expozițiilor se focuseaza asupra problemei, de exemplu, "Oceanul si coasta: diversitate de resurse si activități durabile" (Expo 2012 Yeosu, Coreea) sau "Înțelepciunea Naturii (Expo 2005 Aichi, Japonia). Situl expoziției este conceput in așa fel încât acesta să poată fi transformat pentru a corespunde necesităților orașului / țării în ceea ce privește infrastructura, dezvoltarea economică sau socială.

## Istoric
După crearea BIE în 1928, un nou tip de expoziții a început să fie organizat: Expoziții Specializate.

### Protocolul din 1933
Conform Protocolului din 1933, expozițiile au fost împărțite în două tipuri principale:
- Expoziții universale
- Expoziții specializate

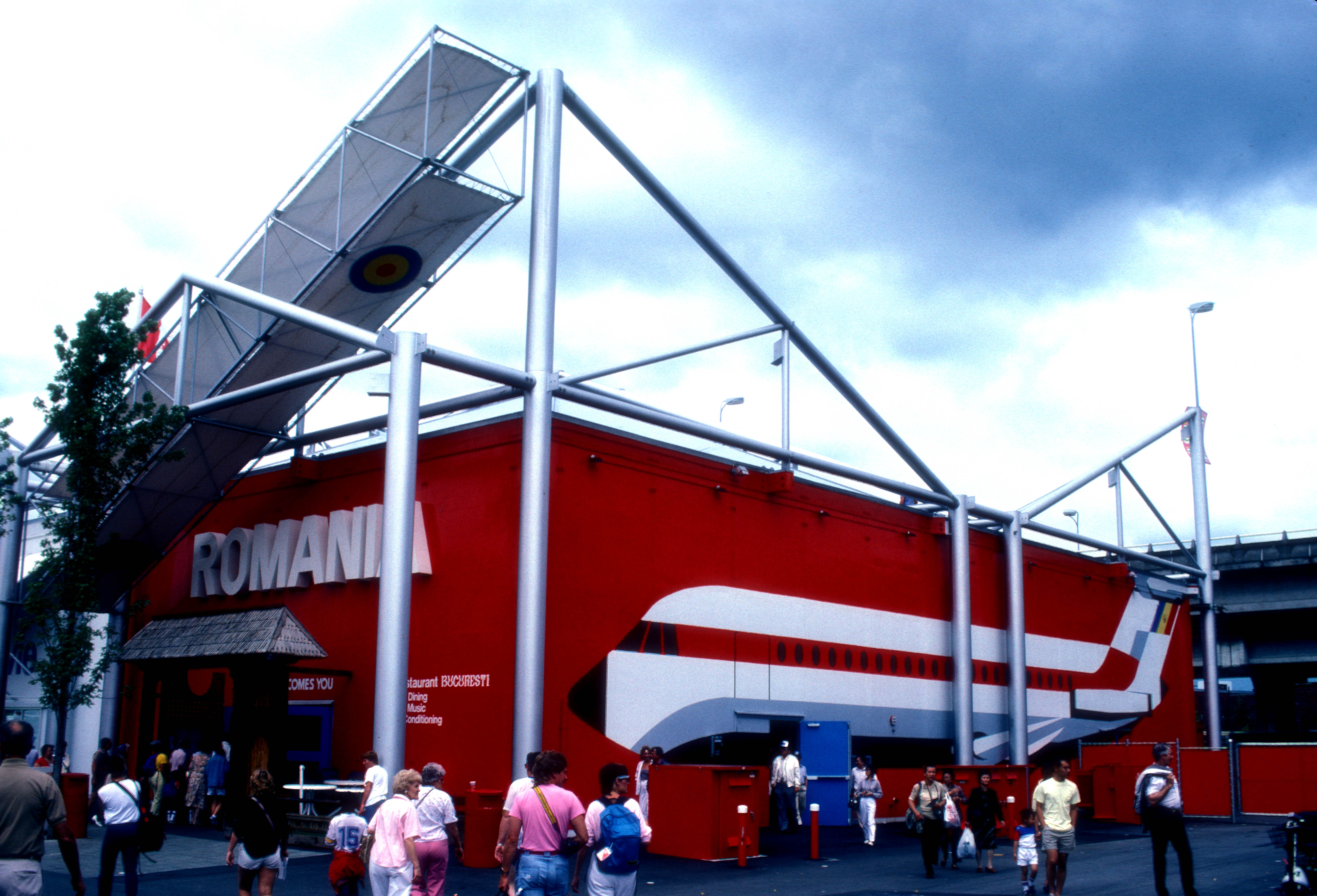
Pavilionul României la Expo '86 în Vancouver, Canada

Prima expoziție specializată recunoscută de BIE a avut loc în 1936 la Stockholm și a fost dedicată aviației. Expoziția a avut loc la Lindarängen, loc folosit acum ca terminal de feriboturi. Principala atracție a evenimentului a fost barca suedeză care zbura peste Stockholm.
Sub acest nume, Expoziții Specializate, au fost organizate 20 de evenimente.

### Protocolul din 1972
După acest protocol, numele expozițiilor specializate s-a schimbat în Expoziții Internaționale Specializate până în 2005. Noul nume a fost folosit începând cu Expo 1981 Plovdiv până la Expo 2005 Aichi.

### Protocolul din 1988

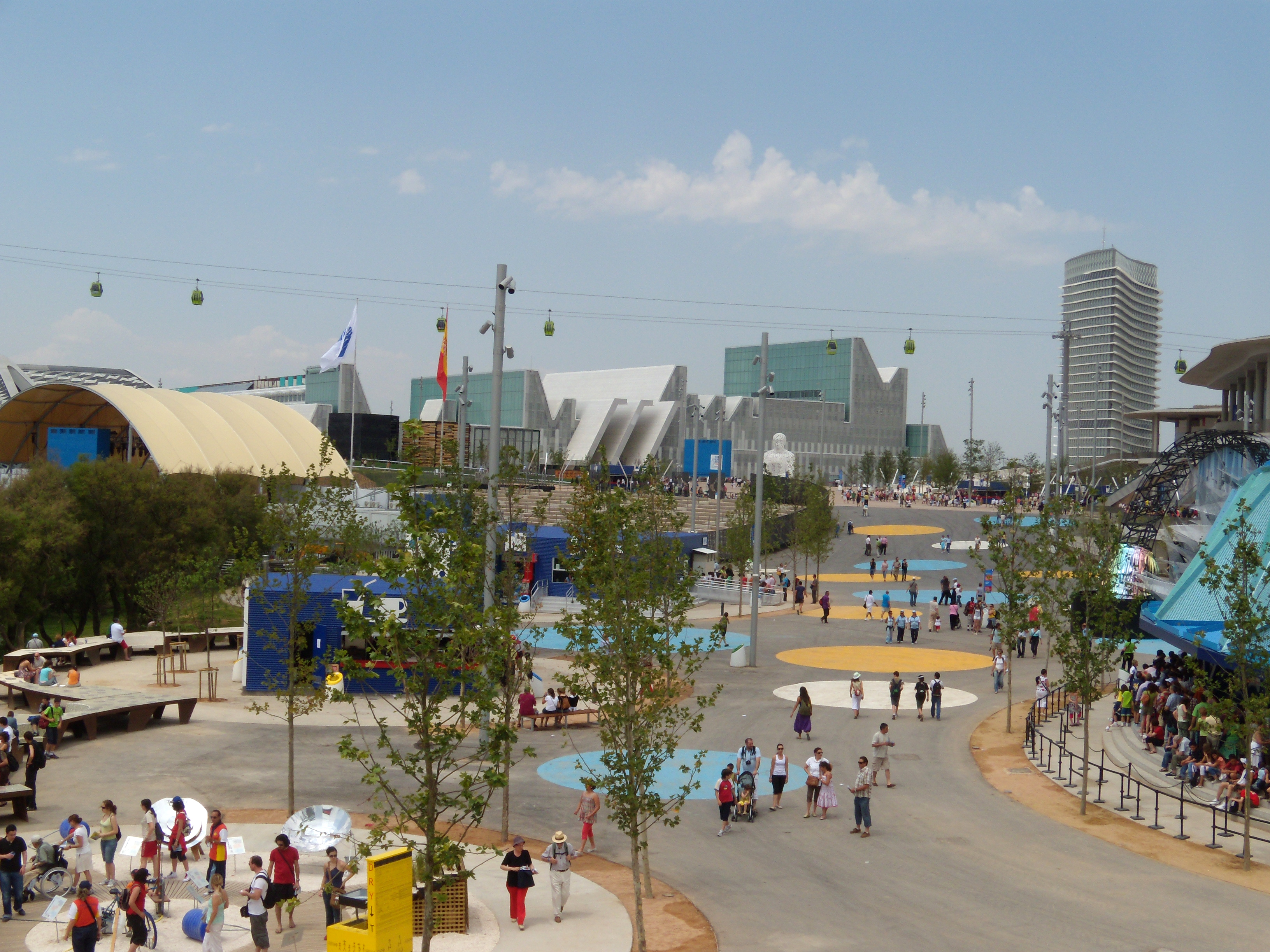
Expo 2008 Zaragoza

Ultimul protocol care a intrat în vigoare și care este încă aplicabil în zilele noastre distinge în continuare:
- Expozițiile Universale (denumite oficial Expoziții Înregistrate)
- Expozițiile Specializate (denumite oficial Expoziții Recunoscute)

Prima expoziție care a fost organizată în conformitate cu acest protocol a fost în 2008 în Zaragoza. După aceea, Expo 2012 Yeosu, Expo 2017 Astana și Expo 2023 Buenos Aires au fost și vor fi organizate în corespundere cu Protocolul din 1988.

## Caracteristici
Expozițiile specializate sunt menite să atragă atenția comunității globale și să încurajeze participanții să abordeze provocări precise la nivel mondial.
- Frecvență: între două Expoziții Universale
- Durata: maximum 3 luni
- Construcția pavilionului: de către organizatori
- Dimensiuni: maximum 25 ha
- Tema: o provocare precisă cu care se confruntă omenirea
- Expoziția următoare: Expo 2023 Buenos Aires

### Expo 2023 Buenos Aires
Prima expoziție specializată care va avea loc în America Latină va începe în ianuarie 2023 și se va încheia în aprilie 2023. Orașul Buenos Aires a fost anunțat câștigător pe 15 noiembrie 2017 adunând mai multe voturi decât Lodz, Polonia și Minnesota, SUA. Tema propusă pentru această expoziție va fi "Industriile creative în convergență digitală" și se va concentra pe tehnologia informației, conținutul, rețelele și aplicațiile sale. Peste 6 milioane de vizitatori sunt așteptați să vină la acest eveniment care va spori dezvoltarea umană și inovațiile.

## Lista expozițiilor specializate
| Data              | Numele expoziției                                     | Țara                       | Orașul       | Categoria                             | Tema                                                                   |
| ----------------- | ----------------------------------------------------- | -------------------------- | ------------ | ------------------------------------- | ---------------------------------------------------------------------- |
| 05/1936 – 06/1936 | ILIS 1936                                             | Suedia                     | Stockholm    | Expoziție specializată                | Aviația                                                                |
| 05/1938 – 05/1938 | Second International Aeronautic Exhibition            | Finlanda                   | Helsinki     | Expoziție specializată                | Industria Aerospațială                                                 |
| 05/1939 – 09/1939 | Exposition internationale de l'eau (1939)             | Belgia                     | Liège        | Expoziție specializată                | Apa                                                                    |
| 07/1947 – 08/1947 | International Exhibition on Urbanism and Housing      | Franța                     | Paris        | Expoziție specializată                | Urbanismul si locuințele                                               |
| 07/1949 – 08/1949 | Universal Sport Exhibition (1949)                     | Suedia                     | Stockholm    | Expoziție specializată                | Sportul si cultura fizică                                              |
| 09/1949 – 10/1949 | The International Exhibition of Rural Habitat in Lyon | Franța                     | Lyon         | Expoziție specializată                | Habitatul rural                                                        |
| 04/1951 – 05/1951 | The International Textile Exhibition                  | Franța                     | Lille        | Expoziție specializată                | Textile                                                                |
| 07/1953 – 10/1953 | EA 53                                                 | Italia                     | Roma         | Expoziție specializată                | Agricultura                                                            |
| 09/1953 – 10/1953 | Conquest of the Desert (exhibition)                   | Israel                     | Ierusalim    | Expoziție specializată                | Cucerirea Deșertului                                                   |
| 05/1954 – 10/1954 | The International Exhibition of Navigation (1954)     | Italia                     | Napoli       | Expoziție specializată                | Navigarea                                                              |
| 05/1955 – 06/1955 | The International Expo of Sport (1955)                | Italia                     | Torino       | Expoziție specializată                | Sport                                                                  |
| 06/1955 – 08/1955 | Helsingborg exhibition 1955                           | Suedia                     | Helsingborg  | Expoziție specializată                | Omul modern in mediul înconjurător                                     |
| 05/1956 – 06/1956 | Exhibition of citriculture                            | Israel                     | Beit Dagan   | Expoziție specializată                | Citrus                                                                 |
| 07/1957 – 09/1957 | Interbau                                              | Germania                   | Berlin       | Expoziție specializată                | Reconstrucția districtului Hansa                                       |
| 05/1961 – 10/1961 | Expo 61                                               | Italia                     | Torino       | Expoziție specializată                | Sarbatoarea centenarului unității italiene                             |
| 06/1965 – 10/1965 | IVA 65                                                | Germania                   | Munchen      | Expoziție specializată                | Transport                                                              |
| 04/1968 – 10/1968 | HemisFair '68                                         | Statele Unite ale Americii | San Antonio  | Expoziție specializată                | Confluența civilizațiilor în cele două Americi                         |
| 08/1971 – 09/1971 | Expo 71                                               | Ungaria                    | Budapesta    | Expoziție specializată                | Vânătoarea prin lume                                                   |
| 05/1974 – 11/1974 | Expo '74                                              | Statele Unite ale Americii | Spokane      | Expoziție specializată                | Sărbătorirea noului mediu proaspăt de mâine                            |
| 07/1975 – 01/1976 | Expo '75                                              | Japonia                    | Okinawa      | Expoziție specializată                | Marea ce ne-ar plăcea sa o vedem                                       |
| 06/1981 – 07/1981 | Expo 81                                               | Bulgaria                   | Plovdiv      | Expoziție Internațională specializată | Vânătoarea                                                             |
| 05/1982 – 10/1982 | 1982 World's Fair                                     | Statele Unite ale Americii | Knoxville    | Expoziție Internațională specializată | Energia transformă lumea                                               |
| 05/1984 – 11/1984 | 1984 World's Fair                                     | Statele Unite ale Americii | New Orleans  | Expoziție Internațională specializată | Lumea râurilor - apa proaspătă ca sursă de viață                       |
| 03/1985 – 09/1985 | The International Exposition,Tsukuba, Japan, 1985     | Japonia                    | Tsukuba      | Expoziție Internațională specializată | Locuințe și împrejurimi - Știință și tehnologie pentru om la domiciliu |
| 11/1985 – 11/1985 | Expo 85                                               | Bulgaria                   | Plovdiv      | Expoziție Internațională specializată | Invenții                                                               |
| 05/1986 – 10/1986 | Expo '86                                              | Canada                     | Vancouver    | Expoziție Internațională specializată | Transport și comunicare: Lumea în mișcare - Lumea în contact           |
| 04/1988 – 10/1988 | Expo '88                                              | Australia                  | Brisbane     | Expoziție Internațională specializată | Odihnă în epoca tehnologiei                                            |
| 06/1991 – 07/1991 | Expo 91                                               | Bulgaria                   | Plovdiv      | Expoziție Internațională specializată | Activitatea tinerilor în serviciul unei lumi a păcii                   |
| 05/1992 – 08/1992 | Expo Colombo '92                                      | Italia                     | Genova       | Expoziție Internațională specializată | Christopher Columbus, Nava și Marea                                    |
| 08/1993 – 11/1993 | Expo '93                                              | Coreea de Sud              | Daejeon      | Expoziție Internațională specializată | Provocarea unui nou drum de dezvoltare                                 |
| 05/1998 – 09/1998 | Expo '98                                              | Portugalia                 | Lisabona     | Expoziție Internațională specializată | Oceanele: o moștenire pentru viitor                                    |
| 03/2005 – 09/2005 | Expo 2005                                             | Japonia                    | Aichi        | Expoziție Internațională specializată | Înțelepciunea Naturii                                                  |
| 06/2008 – 09/2008 | Expo 2008                                             | Spania                     | Zaragoza     | Expoziție recunoscută                 | Apă și dezvoltare durabilă                                             |
| 05/2012 – 08/2012 | Expo 2012                                             | Coreea de Sud              | Yeosu        | Expoziție recunoscută                 | Oceanul viu și coasta: diversitate de resurse si activități durabile   |
| 06/2017 – 09/2017 | Expo 2017                                             | Kazahstan                  | Astana       | Expoziție recunoscută                 | Energia viitorului                                                     |
| 01/2023 – 04/2023 | Expo 2023                                             | Argentina                  | Buenos Aires | Expoziție recunoscută                 | Știință, inovare, artă și creativitate                                 |